# Классы энергоэффективности

Наклейка с указанием энерго-
экономичности стиральной машины (англ.) в Европейском союзе. В данном случае — изделие соответствует классу «A»

Согласно Директивам Комиссии Евросоюза по энергетике и транспорту ЕС (92/75/CEE, 94/2/CE, 95/12/CE, 96/89/CE, 2003/66/CE, и другим) у большинства бытовых товаров должен быть указан класс энергоэффективности ЕС (DIRECTIVE 2009/125/EC Архивная копия от 30 июля 2017 на Wayback Machine) — диаграмма, ясно показывающая энергоэффективные свойства товара. Эффективность использования энергии обозначается классами — от A до G.
Класс A имеет самое низкое энергопотребление, G наименее энергоэффективен. Этикетка также даёт другую полезную информацию клиенту, помогая выбирать между различными моделями. Также эта информация должна быть указана в каталогах и размещена интернет-продавцами на их веб-сайтах.
С 2010 года вступила в силу новая Директива по маркировке этикеткой энергетической эффективности № 2010/30/ЕС. Новая Директива охватывает не только бытовую продукцию, но и расширяет сферу регулирования на промышленные и торговые приборы и оборудование, а также на продукцию, которая сама не потребляет энергию, но может оказать значительное прямое или косвенное воздействие на её экономию (например, ограждающие конструкции зданий и сооружений).

## Основные приборы

### Маркировка
Лейблы энергии разделены как минимум на четыре категории:
- Детали прибора: в зависимости от прибора, определённых деталей, модели и её материалов.
- Класс энергоэффективности: цветовой код, связанный с буквенным обозначением (от A до G), который даёт общее представление об энергопотреблении прибора.
- Потребление, эффективность, способность, и т. д.: этот раздел даёт информацию по типу прибора.
- Шум: шум, испускаемый прибором, указан в децибелах.

### Холодильники,морозильники
Таблица классов энергоэффективности (в соответствии со старой Директивой ЕС 94/2, касающейся маркировки энергетической эффективности бытовых холодильных приборов — в настоящее время не действует), индекс вычислен для каждого прибора согласно его потреблению и объёму, учитывая тип прибора.
| A++ | A+  | A   | B   | C   | D    | E    | F    | G    |
| ≤30 | ≤42 | ≤55 | ≤75 | ≤90 | ≤100 | ≤110 | ≤125 | >125 |

Этикетка также содержит:
- ежегодное потребление энергии в кВт·ч
- Внутренний объём холодильной камеры в литрах
- Внутренний объём морозильной камеры в литрах
- уровень шума в dB

Во исполнение новой Директивы № 2010/30/ЕС в том же году была принята новая Директива по энергетической маркировке бытовых холодильных приборов № 1060/2010. Новая Директива по энергетической маркировке холодильных приборов не только вводит новые классы энергетической эффективности А+, А++, А+++, но и устанавливает новый вид этикетки энергетической эффективности для бытовых холодильных приборов, в которой буквенные обозначения заменяются пиктограммами.
Класс энергетической эффективности бытовых холодильных приборов определяется в соответствии с индексом энергетической эффективности в соответствии с таблицей.
| A+++     | A++           | A+            | A             | B             | C             | D              | E               | F               | G         |
| EEI < 22 | 22 ≤ EEI < 33 | 33 ≤ EEI < 44 | 44 ≤ EEI < 55 | 55 ≤ EEI < 75 | 75 ≤ EEI < 95 | 95 ≤ EEI < 110 | 110 ≤ EEI < 125 | 125 ≤ EEI < 150 | EEI ≥ 150 |

Такая классификация будет действовать до 30 июня 2014 года. С 1 июля 2014 г соответствие индексов энергетической эффективности классам будет определяться в соответствии со следующей таблицей (то есть будут повышены требования к классу А+).
| A+++     | A++           | A+            | A             | B             | C             | D              | E               | F               | G         |
| EEI < 22 | 22 ≤ EEI < 33 | 33 ≤ EEI < 42 | 42 ≤ EEI < 55 | 55 ≤ EEI < 75 | 75 ≤ EEI < 95 | 95 ≤ EEI < 110 | 110 ≤ EEI < 125 | 125 ≤ EEI < 150 | EEI ≥ 150 |

### Стиральные машины,сушилки для белья
Для стиральных машин энергоэффективность вычислена на примере хлопкового цикла при температуре 60 °C (140 °F) с максимальным заявленным весом белья (как правило, 6 кг). Индекс эффективности использования энергии определяют в кВт·ч на килограмм белья.
Этикетка энергоэффективности также содержит информацию о следующих параметрах:
- полное потребление энергии за цикл
- качество стирки — с классом от A до G
- качество отжима — с классом от A до G
- максимальная скорость вращения в оборотах
- максимальная загрузка хлопком в кг
- потребление воды за цикл в литрах
- шум при стирке и отжиме в децибелах

У сушилок для белья энергоэффективность вычислена для хлопка при максимальной загрузке. Индекс энергоэффективности считается в кВт·ч на килограмм белья.
Конденсационные сушилки
| A     | B     | C     | D     | E     | F     | G     |
| ≤0.55 | ≤0.64 | ≤0.73 | ≤0.82 | ≤0.91 | ≤1.00 | >1.00 |

Вентилируемые сушилки
| A     | B     | C     | D     | E     | F     | G     |
| ≤0.51 | ≤0.59 | ≤0.67 | ≤0.75 | ≤0.83 | ≤0.91 | >0.91 |

Этикетка также приводит параметры:
- потребление энергии за цикл
- полная загрузка хлопком в кг
- уровень шума в децибелах

Для стиральных машин с функцией сушки класс энергоэффекивности вычислен, используя хлопковый цикл сушки с максимальным заявленным весом белья. Индекс эффективности использования энергии считается в кВт·ч на килограмм белья.
| A     | B     | C     | D     | E     | F     | G     |
| ≤0.69 | ≤0.81 | ≤0.93 | ≤1.05 | ≤1.17 | ≤1.29 | >1.29 |

Этикетка также указывает на параметры:
- потребление энергии за цикл (стирка и сушка)
- потребление энергии за цикл — только стирка
- качество стирки с классом от A до G
- максимальная скорость вращения
- максимальная загрузка хлопком (стирка и сушка отдельно)
- потребление воды при максимальной загрузке
- уровень шума в децибелах (отдельно для стирки, отжима и сушки)

### Посудомоечные машины
Энергоэффективность рассчитана согласно числу предметов посуды. Для прибора на 12 персон применяются следующие классы. Единицы измерения кВт·ч на 12 предметов.
| A     | B     | C     | D     | E     | F     | G     |
| ≤1.05 | ≤1.25 | ≤1.45 | ≤1.65 | ≤1.85 | ≤2.05 | >2.05 |

Этикетка также содержит следующие сведения:
- потребление энергии в кВт·ч/цикл
- эффективность мытья с классом от A до G
- эффективность сушки с классом от A до G
- Количество персон
- Потребление воды в литрах на цикл
- уровень шума в децибелах

### Духовки
Этикетка также содержит:
- эффективность с классом от A до G
- потребление энергии в кВт·ч
- объём в литрах
- (маленький/средний/большой) тип

## Варочные панели
Не применимо, т.к. нет стандарта. Указывается только мощность потребления (кВт).

## Кондиционеры
Маркировка применяется только к приборам мощностью менее 12 кВт.
На каждой этикетке указано:
- модель;
- категория эффективности использования энергии от A до G;
- ежегодное потребление энергии (предельная нагрузка в 500 часов ежегодно);
- охлаждение, производимое на предельной нагрузке, в кВт;
- отношение эффективности использования энергии к охлаждающей способности на предельной нагрузке;
- тип прибора (только охлаждение, охлаждение/нагрев);
- способ охлаждения (газ или охлаждающая жидкость);
- уровень шума.

Для кондиционеров с нагревом также указано:
- интенсивность обогрева в кВт;
- энергоэффективность нагрева.

|                 | A    | B    | C    | D    | E    | F    | G    |
| Cooling EER W/W | >3.2 | ≤3.2 | ≤3.0 | ≤2.8 | ≤2.6 | ≤2.4 | ≤2.2 |
| Heating COP W/W | >3.6 | ≤3.6 | ≤3.4 | ≤3.2 | ≤2.8 | ≤2.6 | ≤2.4 |

## Лампы
На этикетке указано:
- категория эффективности использования энергии от A до G
- Световой поток Лампы в люменах
- Энергопотребление лампы в ваттах
- срок службы в часах

## Телевизоры
Новый стандарт, который вошёл в силу в начале сентября 2009.
По индексу энергоэффективности, для телевизоров существует такая классификация.
| A+++ | A++  | A+   | A    | B    | C    | D    | E    | F     | G     |
| ≤ 10 | ≤ 16 | ≤ 23 | ≤ 30 | ≤ 42 | ≤ 60 | ≤ 80 | ≤ 90 | ≤ 100 | > 100 |

## Автомобили

An Irish Car CO _{ 2 } этикетка

Для автомашины это не электрическая эффективность, а выбросы углекислого газа в граммах на километр.
| A    | B    | C    | D    | E    | F    | G    |
| ≤100 | ≤120 | ≤140 | ≤160 | ≤200 | ≤250 | >250 |

Другая информация, которая внесена в этикетку энергоэффективности:
- марка
- модель
- версия
- топливо
- тип передачи
- вес
- различное потребление топлива
  - смешанное потребление
  - городское потребление
  - шоссейное потребление

## Здания
Система маркировки энергоэффективности зданий также получила широкое распространение в отдельных странах Европейского союза, в Северной Америке, Австралии, Новой Зеландии.